# 심야식당 (2017년 드라마)
《심야식당》(중국어: 深夜食堂, 병음: Shēn yè shí táng 선옌스탕[*], Midnight Food Store 미드나잇 푸드 스토어[*])은 2017년 6월 12일부터 베이징 위성 텔레비전과 저장 위성 텔레비전에서 방영된 심야드라마이다.

## 줄거리
심야식당 중국판은 일본 Abe Yaro 작가의 만화 "심야식당(深夜食堂)"이 원작으로,
밤부터 새벽 늦은 시간에 식당에 찾아오는 손님들의 희노애락을 담는 2~3화 분량의 에피소드들로 진행된 드라마이다.

## 등장 인물

### 주요 인물
- 메인 주인공 :

마스터 (老板) 역 : 황레이(黄磊)

Ep. 마크의 딸(马克的女儿)
(중국판 회차에서는 7, 8, 9화 분량이지만, 국내 아시아N채널에서 방송 될 때는 1, 2, 3화로 순서가 수정되었다)
- 마크 역 - 조우정(趙又廷)
- 러러 역 - 마천일
- 러러엄마 역 - 척미

## 특이 사항
- 국내에는 18.04.27. 아시아N[깨진 링크(과거 내용 찾기)] 채널을 통해 처음 정식으로 소개되었다.
- 심야식당 중국판 현지에서 방송된 회차와 국내 아시아N[깨진 링크(과거 내용 찾기)] 채널에서 정식 수입 방송할 때 회차가 다르다.